# Vilars d'Engordany
Vilars d'Engordany è un villaggio di Andorra, nella parrocchia di Escaldes-Engordany.